# Кунича
Кунича (рум. Cunicea) — село в Флорештском районе Молдавии. Относится к сёлам, не образующим коммуну.

## География
Село расположено на высоте 219 метров над уровнем моря. Село находится в 130 км от столицы РМ г. Кишинева, 40 км от Района г. Флорешты и 80 км от г. Бельцы.

## История
Человеческие поселения на территории села существовали ещё в IV в. до н. е. В начале нашей эры здесь обосновались славянские племена. В 1950-х годах в селе было найдено городище пражско-корчакского культурного слоя. Согласно косвенным доказательствам, в конце XI века эти земли принадлежали сербу по имени Кунич. Первое письменное упоминание относится к 1437 году и связано с разделом земли между внуками господаря Александра Доброго. В XVII веке село принадлежало Мирону Костину. В 1652 году, направляясь на свадьбу в Яссы, через Куничу с войском прошёл Тимофей Хмельницкий. К концу XVII века село было опустошено.
В 1723—1724 годах заброшенное село заселяют шесть старообрядческих семей — Загородновы, Подлесновы, Придорожновы, Приваловы, Макаровы. В 1767 году прибывает вторая волна поселенцев — Донцовы, Орловы, Лепиловы, Кауновы и другие. Уже в 1781 году упоминается старообрядческий храм Флора и Лавра, который действует и поныне.Настоятель храма, отец Виссарион Макаров. Во второй половине XIX века в село прибывает третья волна старообрядцев — Москвичёвы, Корниенковы, Маняковы и другие.
В начале XIX века в селе основан мужской старообрядческий скит, закрытый властями в 1886 году. В 1929 году на его месте возник новый женский старообрядческий монастырь в честь Казанской иконы Божией Матери. После присоединения Бессарабии к СССР и закрытия Белокриницкого монастыря Куничский Казанский монастырь стал единственным действующим старообрядческим монастырём в СССР, а ныне — единственным в Молдавии.

## Население
По данным переписей в 1772—1773 годах в Куниче числится 21 двор, в 1774 году — 43 дома, в 1803 — 52 хозяйства, в 1817—104 семьи, в 1826 году — мужчин 173 и женщин 113, в 1834 году — мужчин 238 и женщин 246, в 1851 году — мужчин 411 и женщин 392. В самом начале XX в. в селе числится 2088 человек, принимавших Белокриницкую иерархию (неокружники). По данным заведующей Археографической лаборатории исторического факультета МГУ Литвиной Н. В., население села на 2018 год не превышает 3000 человек.
По данным переписи населения 2004 года, в селе Кунича проживало 3841 человек (1791 мужчина, 2050 женщин).
Этнический состав села:
| Национальность | Число жителей | Процентный состав |
| -------------- | ------------- | ----------------- |
| русские        | 2474          | 64.41             |
| украинцы       | 1167          | 30.38             |
| молдаване      | 190           | 4.95              |
| румыны         | 2             | 0.05              |
| гагаузы        | 2             | 0.05              |
| поляки         | 1             | 0.03              |
| болгары        | 1             | 0.03              |
| прочие         | 4             | 0.1               |
| Всего          | 3841          | 100 %             |